# Paul Masson (ciclista)
Paul Michel Pierre Adrien Masson (conocido como Paul Nossam; 11 de octubre de 1876-30 de noviembre de 1944) fue un deportista francés que compitió en ciclismo en la modalidad de pista.
Participó en los Juegos Olímpicos de Atenas 1896, obteniendo tres medallas de oro en las pruebas de velocidad individual, contrarreloj y 10 km. Ganó una medalla de bronce en el Campeonato Mundial de Ciclismo en Pista de 1897.

## Medallero internacional
| Juegos Olímpicos   | Juegos Olímpicos      | Juegos Olímpicos  | Juegos Olímpicos         |
| Año                | Lugar                 | Medalla           | Competición              |
| ------------------ | --------------------- | ----------------- | ------------------------ |
| 1896               | Atenas (Grecia)       | Medalla de oro    | Velocidad individual     |
| 1896               | Atenas (Grecia)       | Medalla de oro    | Contrarreloj             |
| 1896               | Atenas (Grecia)       | Medalla de oro    | 10 km                    |
| Campeonato Mundial |                       |                   |                          |
| Año                | Lugar                 | Medalla           | Competición              |
| 1897               | Glasgow (Reino Unido) | Medalla de bronce | Velocidad individual (P) |